# 影像閱讀法
影像閱讀法（英語：PhotoReading）是由保羅·R·席利（英語：Paul R. Scheele）於1985年發明的一種速讀法，是美國學習策略公司的商業產品。跟傳統著重意識閱讀的閱讀方法不一致，影像閱讀法著重於潛意識的閱讀，再運用各種技巧去把潛意識中已閱讀的資料活化，提取並置於意識記憶中。
影像閱讀法的主要步驟為準備、預習、影像閱讀、複習及活化。

## 外部連結
- PhotoReading Whole Mind System Reading Program （页面存档备份，存于）
- Systemic Thinking （页面存档备份，存于）
- Learning Strategies – PhotoReading home page （页面存档备份，存于）
- PhotoReading Tips on how to read faster （页面存档备份，存于）